# Mikšová (vodní nádrž)
Vodní dílo Mikšová je vodní dílo na řece Váh, jižně od Bytče. Je součástí Vážské kaskády a využívá akumulační schopnosti Hričovského kanálu. Patří mezi nejvýkonnější vodní elektrárny na Slovensku.

## Základní údaje elektrárny
- Uvedení do provozu: 1963
- Spád vody: 24 m
- Typ turbín: Kaplanovy
- Počet turbín: 3
- Instalovaný výkon: 93,6 MW
- Průtok: 3 x 134 m³/s
- Průměrná roční výroba energie: 186,5 GWh [1]